# Hengrave Hall
Hengrave Hall è un maniero del periodo Tudor che sorge nei pressi di Bury St Edmunds nel Suffolk. 

## Storia
Fu costruito a partire dal 1525 per la famiglia Kitson e appartenne poi alla famiglia Gage, che lo tennero fino al 1887.
Vi soggiornarono brevemente Maria I Tudor e Giacomo II Stuart; ospitò il madrigalista John Wilbye.
Tra il 1794 e il 1802 ospitò la comunità di canonichesse espulse dal convento inglese di Nazareth, a Bruges; passò poi alle Religiose dell'Assunzione.
È un edificio protetto per il suo valore culturale ed è registrato come monumento classificato di grado I.